# Johann Misar
Johann Misar, auch Hans Misar, (* 18. Dezember 1945 in Wien; † 1. Januar 2017 ebenda) war ein österreichischer Schauspieler.

## Leben
Johann und sein Zwillingsbruder Franz Misar spielten 1968 in der Literaturverfilmung Das Schloß die Brüder Arthur und Jeremias, nachdem sie zuvor an einem Auswahlverfahren für Laiendarsteller teilgenommen hatten. 1970 übernahmen beide nochmals eine Nebenrolle in dem Fernsehfilm Wer ist der Nächste?
Nach Ausbildung und beruflicher Tätigkeit als Kaufmann und Fotograf arbeitete Johann Misar später in der Gastronomie.

## Filmografie
- 1968: Das Schloß
- 1970: Wer ist der Nächste? (TV-Krimikomödie)